# John Baskerville
John Baskerville (født 28. januar 1706, død 8. januar 1775) var en engelsk typograf og bogtrykker, som skabte den elegante og klare skrifttype Baskerville, der er en af de mest benyttede.
John Baskerville var en yderst anerkendt bogtrykker og skriftstøber, som blandt andet var ophavsmand til det klassicistiske skriftsnit: Baskerville antikva. John Baskerville publicerede første gang denne skrifttype, da han 1757 udgav Virgils samlede værker. Dette gjorde han i samarbejde med James Whatman the Elder. I kraft af, at John Baskerville ville præsentere denne nye og revolutionerende skrifttype på bedst mulig vis, så han sig nødsaget til at lave hvad der kaldes "kiss impression". Dette betegner en proces, der har til formål at skabe det skarpeste tryk overhovedet muligt med mindst muligt tryk fra pladerne. Til dette havde John Baskerville brug for et papir med en glat og ensartet overflade, hvilket James Whatman the Elder udarbejdede ved at forbedre papirfremstillingsprocessen.  Virgils samlede værker, som var det første tryk John Baskerville lavede, blev fremstillet på både vævet papir og papyrus. Han blev sidenhen beundret for skriftsnit af selveste Benjamin Franklin, som bragte designet af denne skrifttype med hjem til det nyligt grundlagte USA, hvor skrifttypen blev brugt til de føderale regeringsudgivelser. 
Desværre blev John Baskervilles skriftsnit hurtigt kritiseret af konkurrenter, hvilket medvirkede til faldende interesse for skriftsnittet. John Baskerville er i dag kendt for sit bidrag i innovationen af print, papir og tryk. Han udarbejdede et papir, der var langt glattere og mere blankt, end hvad man hidtil havde brugt. John Baskervilles bemærkelsesværdige skriftsnit repræsenterer højdepunktet for ”transitional” skrifttyper og overgangen fra Old style til Moderne type design.